# Friedrich Wilhelm (Hohenzollern-Hechingen)

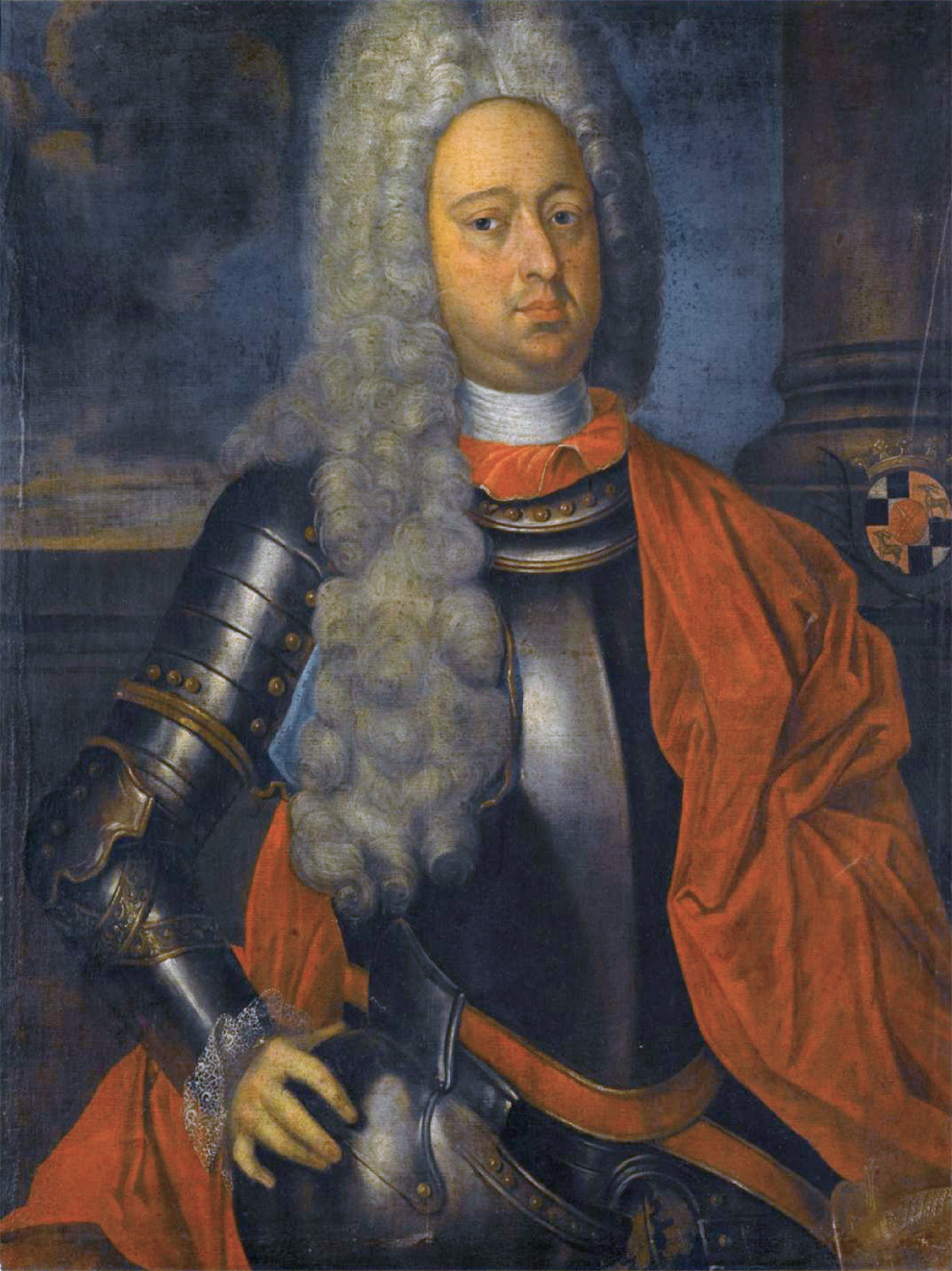
Friedrich Wilhelm, Fürst von Hohenzollern-Hechingen (1663–1735)

Friedrich Wilhelm von Hohenzollern-Hechingen (* 20. September 1663 in Hechingen; † 14. November 1735 ebenda) war der vierte Fürst von Hohenzollern-Hechingen und kaiserlicher Generalfeldmarschallleutnant.

## Leben
Friedrich Wilhelm war der älteste Sohn des Fürsten Philipp von Hohenzollern-Hechingen (1616–1671) aus dessen Ehe mit Marie Sidonie (1635–1686), Tochter des Markgrafen Hermann Fortunat von Baden-Rodemachern. Er wurde nach dem Großen Kurfürsten Friedrich Wilhelm von Brandenburg benannt.
Friedrich Wilhelm folgte seinem Vater als Fürst noch minderjährig, weshalb seine Mutter zunächst die Vormundschaft übernahm. Diese schickte den Prinzen nach Baden, wo er weiter erzogen wurde. Seine später zunehmend militärische Ausbildung schloss er in Wien ab. Ende 1681 übernahm er selbst die Regierung in Hohenzollern-Hechingen.
Friedrich Wilhelm war in kaiserlichen Diensten Generalfeldmarschallleutnant und Inhaber eines eigenen Kürassierregiments mit seinem Namen. 1682 war er an der Unterdrückung eines Volksaufstandes in Ungarn beteiligt und nahm ruhmreich 1692 an der Schlacht bei Slankamen teil. Im gleichen Jahr erfolgte durch den Kaiser Leopold I. die Gewährung des Fürstentitels für Friedrich Wilhelm und alle seine Erben und Nachkommen. Er geriet 1702 bei Friedlingen in Gefangenschaft, aus der er sich selbst befreien konnte. Zwei Jahre später kämpfte er siegreich in der Schlacht bei Höchstädt und war danach unter Feldmarschall Heister wiederum gegen aufständische Ungarn im Einsatz.
Der Fürst verglich sich mit kaiserlicher Bestätigung wegen der Burggrafschaft Nürnberg mit dem Kurfürstentum Brandenburg und gehörte zu den ersten Trägern des preußischen Schwarzen Adlerordens.

## Das Mordkomplott gegen Friedrich Wilhelm (1708/1709)
In den Jahren 1708 und 1709 entwickelten mehrere Untertanen des württembergischen Herzogs Pläne, ein Attentat auf Friedrich Wilhelm zu verüben. Die Untertanen, allesamt protestantisch, fürchteten, Friedrich Wilhelm werde den Herzog Eberhard Ludwig zu einer Konversion zum Katholizismus bewegen. Um dies zu verhindern, sollte Friedrich Wilhelm bei einer der zahlreichen Jagdveranstaltungen Eberhard Ludwigs erschossen werden. Das Mordkomplott wurde vor der Ausführung aufgedeckt und den Verschwörern 1712 in Stuttgart der Prozess gemacht. Der Prozess endete mit der weiträumigen Verbannung der Verschwörer aus dem Herzogtum Württemberg.

## Ehen und Nachkommen
Friedrich Wilhelm war zweimal verheiratet. Seine erste Ehe schloss er am 22. Januar 1687 in Wien mit Maria Leopoldine Ludovika (1666–1709), Tochter des Grafen Georg Ludwig von Sinzendorf, mit der er folgende Kinder hatte:
- Friedrich Ludwig (1688–1750), Fürst von Hohenzollern-Hechingen
- Luise Ernestine Friederike (1690–1720)

⚭ 1713 Fürst Franz Anton von Lamberg (1678–1759)
- Charlotte (*/† 1692)
- Christine Eberhardine Friederike (1695–1754), Äbtissin von Münsterbilsen
- Sophie Johanna Friederike (1698–1754), Äbtissin von Münsterbilsen
- Friedrich Karl (*/† 1697)

Seine zweite Ehefrau wurde am 7. September 1710 in Hechingen Freiin Maximiliane Magdalena von Lützau (1690–1755), die von Kaiser Karl VI. als „Gräfin von Homburg“ als ebenbürtig erhoben wurde. Aus dieser Ehe hatte er zwei Kinder:
- Eberhard Hermann Friedrich (1711–1726), Graf von Hohenzollern
- Maria Maximiliana (1713–1743)

⚭ 1741 Graf Innozenz Künigl zu Ehrenburg (1714–1764)